# Disciplina (didattica)

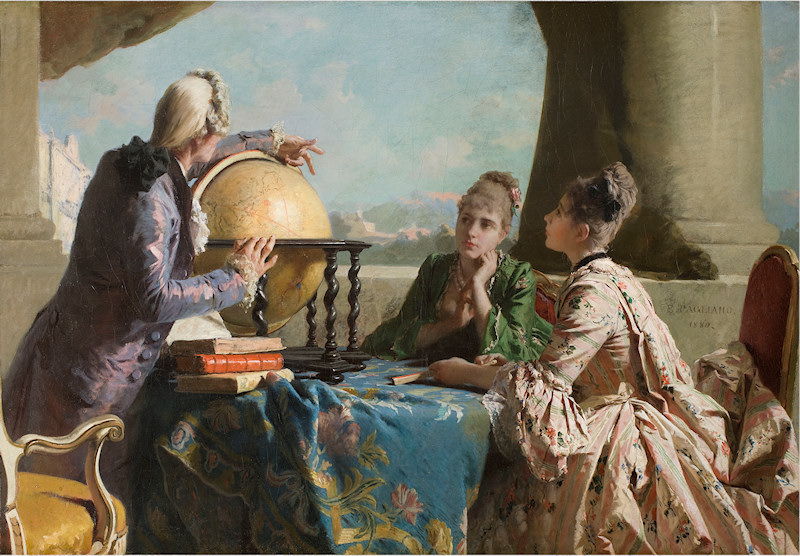
La lezione di geografia, in un dipinto di Eleuterio Pagliano del 1880.

Per disciplina o materia si intende un qualsiasi settore delle conoscenze umane organizzato in modo tale da facilitarne l'insegnamento e l'apprendimento in ambito didattico. Tali denominazioni sono perciò comunemente usate in campo scolastico.
Si parla invece di disciplina accademica (o, più raramente, di materia accademica) quando ci si riferisce specificatamente all'ambiente universitario o a un istituto superiore di ricerca. In tal caso le discipline sono almeno in parte definite e riconosciute mediante le relative pubblicazioni accademiche, in cui si espongono i risultati dei processi di ricerca, e attraverso le varie organizzazioni (accademie, associazioni, circoli, club, deputazioni, società e simili, comprese soprattutto quelle tipicamente accademiche come dipartimenti, istituti e facoltà) che le promuovono e cui appartengono studiosi e ricercatori.

## Osservazioni storiche
Dal Medioevo le materie d'insegnamento del curriculum di studi consistevano principalmente nelle cosiddette arti liberali, così chiamate perché coltivate da persone libere, prive cioè di vincoli ed applicazioni materiali, essendo puramente intellettive, in contrapposizione alle arti servili o meccaniche, che richiedevano un approccio manuale, oppure a differenza di altre discipline come le arti marziali, o le belle arti propriamente dette. Boezio e Cassiodoro concorsero alla definizione di tali arti liberali, individuando sette discipline relative alla realtà naturale, distinte perciò dalla teologia (attinente invece al sovrasensibile), di cui tre avrebbero costituito il complesso delle materie letterarie, e quattro quello di quelle scientifiche.
Oggigiorno se in ambito scolastico le materie d'insegnamento vengono normalmente determinate a livello ministeriale, non esistono invece criteri formali per definire le discipline accademiche. Esistono al contrario considerevoli differenze tra le discipline "storiche", quelle consolidate appunto da una storia plurisecolare e presenti un po' in tutte le università del mondo, e le "nuove" discipline, quelle cioè create assai più di recente e diffuse solo in pochi atenei.

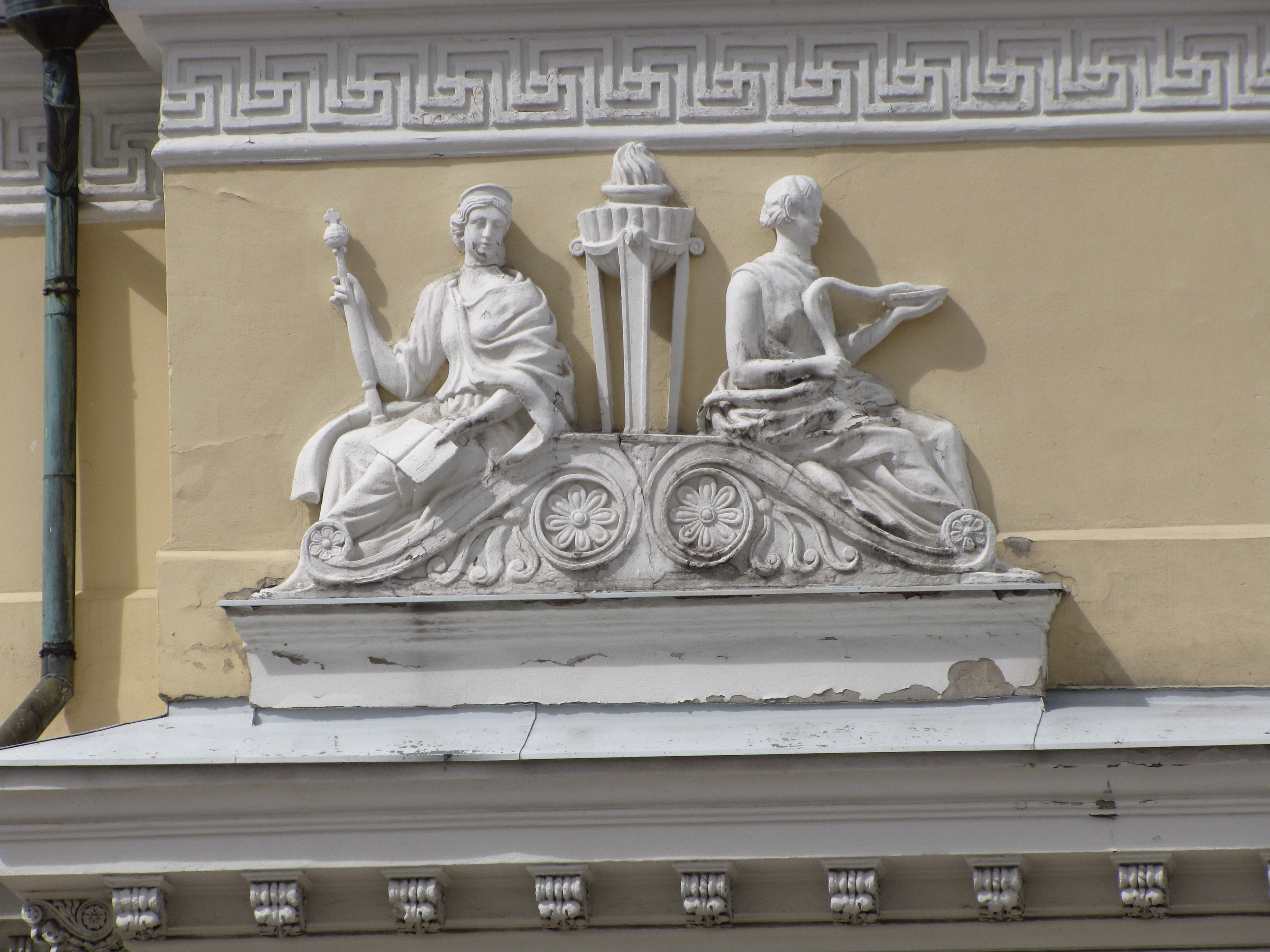
Allegoria ottocentesca della filosofia e della medicina (scultura di Carl Magnus Mellgren per l'Università di Helsinki, oggi sulla facciata della Biblioteca nazionale finlandese).

Si pensi ad esempio alla medicina, una scienza che ha alle proprie spalle una storia di quasi 4 000 anni e che fu certamente fra le prime discipline (se non la prima in assoluto) ad essere studiate ed insegnate in epoca medievale, cui si devono affiancare materie come la teologia, il diritto (sia quello civile che quello canonico), la logica, la filosofia e le già ricordate arti liberali. 
Tuttavia, la maggior parte delle attuali discipline accademiche risale alla secolarizzazione delle università di fine Ottocento, quando i tradizionali programmi di studio vennero via via ampliati per comprendere nuovi tipi di linguistica e letteratura oltre a quelle dell'antichità classica, scienze sociali come quelle politiche, economiche, sociologia o diritto pubblico, scienze naturali e scienze applicate come fisica, chimica, biologia o ingegneria.
Nel Novecento comparvero la pedagogia e la psicologia, ma è a partire dagli anni settanta che si assiste a una vera "esplosione" di nuove discipline accademiche: da scienze della comunicazione a scienze infermieristiche, da criminologia a informatica fino ai vari campi interdisciplinari della ricerca scientifica: biochimica, geofisica, neurofisiologia, per fare solo qualche esempio. 
Oltre alla questione oramai antica, sulla distinzione tra le scienze sociali e le discipline umanistiche, un problema epistemologico nuovo è posto dall'interdisciplinarità e dalla sovrapposizione più o meno parziale dei diversi campi di ricerca, dovuto all'impossibilità di stabilire confini precisi, chiari e non arbitrari fra i settori d'intervento di discipline affini o similari: ne è riprova la proliferazione di nuove catalogazioni, come quella che unifica le discipline scientifico-tecnologiche (scienza, tecnologia, ingegneria e matematica) sotto l'acronimo STEM.

## Tipologie
Al di là delle controversie sopra accennate, il più tradizionale criterio di suddivisione delle varie discipline accademiche è quello che le distingue in scientifiche e in umanistiche, definendo pertanto le prime come "scienze" (scienze applicate, scienze naturali, scienze sociali ecc.) in quanto basate sull'applicazione del metodo scientifico (osservazione sperimentale degli eventi con formulazione di ipotesi o teorie), e conservando invece la denominazione di "discipline" per le seconde (discipline umanistiche, discipline filosofiche, discipline storiche ecc.) in quanto studiate per lo più in modo analitico e speculativo, quindi non scientifico.